# ベンディク・ホフセス

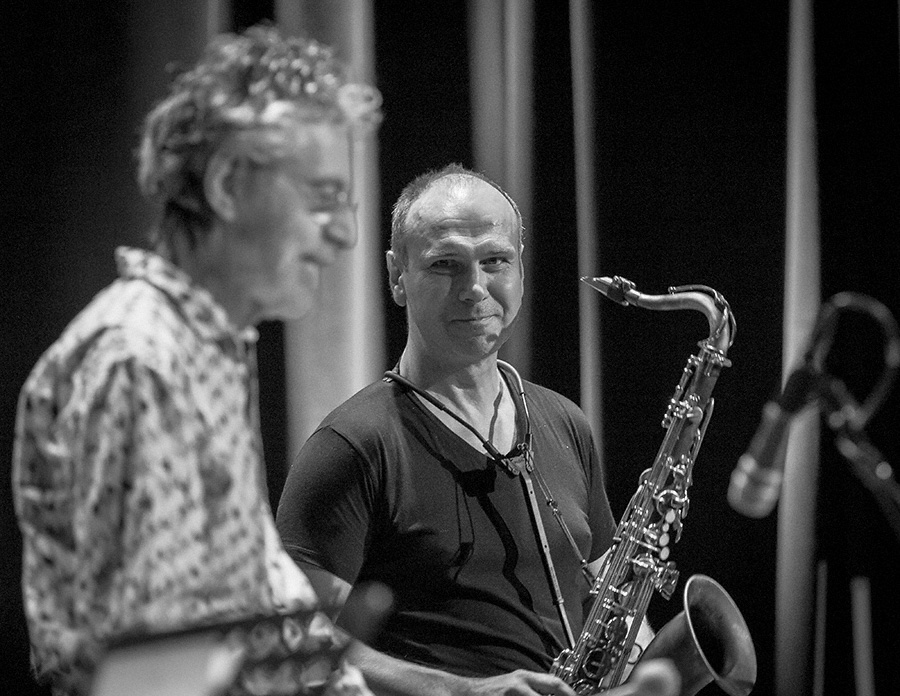
師であるマイク・マイニエリ（左）とホフセス（2016年）

ベンディク・ホフセス（Bendik Hofseth、1962年10月19日 - 、オスロ生まれ）は、サクソフォーンを演奏し歌を歌うノルウェーのジャズ・ミュージシャン。バンドリーダーでもあり、音楽のアレンジと作曲を行っている。

## 略歴
ベンディク・ホフセスが1987年にニューヨークを訪れ、世界的に有名なサックス奏者のマイケル・ブレッカーと交代でステップス・アヘッドに加入したとき、多くの人々が驚きをもって迎えた。ジャズの都・ニューヨークに暮らすノルウェー・ロレンスコグ出身のひとりの若者が、アメリカで最も有名なジャズ・バンドの1つにラインナップされたのだから。ステップ・アヘッドとともに彼は、1987年以降、何度か世界中をツアーしてきた。
ホフセスは自分名義で複数のアルバムをリリースしており、長年にわたって数々の賞と栄誉を受けてきた。また、ヤン・エッグムやケネス・シーヴァートセンをはじめとした音楽プロデューサーとしての活動もある。さらに、数多くの委託作品や映画音楽を作曲し、フレドリクスタで室内楽フェスティバルを立ち上げている。そして今日では、ノルウェーおよび国際的な音楽組織における主要人物となっている。彼はNOPAとby-Larmの会長を務めるほか、世界的な作曲家組織であるCIAMの会長として、世界中の260万人に及ぶ作曲家と作詞家を代表する存在である。長年、Phonofileの会長も務めていた。また、さらに言及すると、TONOとNCBのディレクターでもある。
1994年にホフセスはVossajazzにて委託された作品「Metamorfoser」を発表した。この作品はノルウェーの「Rikskonsertene」のために書かれ、1994年にコンサート・ツアーで演奏された。オスロのロックフェラーでのコンサートが録音され、その音楽が1995年にリリースされた。共演者は、マイク・マイニエリ（ヴィブラフォン）、アイヴィン・オールセット（ギター）、アンデルス・ヨルミン（ダブルベース）、タルヴィン・シン（タブラ）、ヨン・クリステンセン（パーカッション）。ホフセスは音楽インストラクターや音楽教師としても仕事しており、音楽マネージメントの新コース開発の中心となってアグデル大学にて働いている。ここで彼はカンファレンス「新しい挑戦」の責任者も務めている。

## ディスコグラフィ

### リーダー・アルバム
- IX (1991年、Columbia)
- Amuse Yourself (1993年、Columbia)
- Metamorphoses (1995年、Sonet/Verve)
- Planets, Rivers and...Ikea (1996年、Verve Forecast)
- Colours (1997年、Sonet/Verve)
- Ludo (1997年、Kirkelig Kulturverksted)
- Smilets Historie (1999年、Sonet)
- Itaka (2005年、Grappa)
- XI (2009年、Grappa)
- Children & Cosmopolitans (2015年、JazzCode)
- Atonement (2018年、C+C)
- Trunks (2020年、C+C)